# Homoiosternus beckeri
Homoiosternus beckeri är en skalbaggsart som beskrevs av Ohaus 1901. Homoiosternus beckeri ingår i släktet Homoiosternus och familjen Rutelidae. Inga underarter finns listade i Catalogue of Life.